# 1891 en combiné nordique
| Années du combiné nordique : 1888 - 1889 - 1890 - 1891 - 1892 - 1893 - 1894    |
| Décennies du combiné nordique : 1860 - 1870 - 1880 - 1890 - 1900 - 1910 - 1920 |

Cette page reprend les résultats de combiné nordique de l'année 1891.

## Husebyrennet
1891 est l'année de la onzième et dernière édition de la Husebyrennet, qui sera remplacée l'année suivante par les courses de Holmenkollen. Les résultats de cette compétition, de nouveau organisée à Ullern, manquent.